# NGC 326
NGC 326 (другие обозначения — UGC 601, MCG 4-3-25, ZWG 480.26, 4ZW 35, PGC 3482) — эллиптическая галактика (E) в созвездии Рыбы. Она была обнаружен 24 августа 1865 года Д’Арре, Генрих Луи. Джон Дрейер слабая, немного вытянутая, 9 или 10 звезда на юго-восток". 

## Фон
Х-образные (или «крылатые») радиогалактики представляют собой класс внегалактических радиоисточников, которые имеют два радиолепа с низкой поверхностной яркостью («крылья»), ориентированные под углом к активной или высокой поверхностной яркости, мочки. Оба набора лепестков проходят симметрично через центр эллиптической галактики, которая является источником лепестков, давая радиогалактике X-образную морфологию, как видно на радиокартах. 

## Изучение галактики
NGC 326 — это радиогалактика одна из самых выдающихся Х-образных, которые когда-либо наблюдались. Было проведено несколько исследований, чтобы попытаться объяснить её морфологию посредством движения жидкости или переориентации оси струи. Рентгеновская обсерватория Чандра исследовала выбросы галактики. Исследование выявило несколько особенностей, включая высокотемпературный фронт, который может указывать на удар, высокотемпературные узлы вокруг обода радиоизлучения и полость, связанную с восточным крылом. 
Этот объект входит в число перечисленных в оригинальной редакции «Нового общего каталога».